# 테베 네크로폴리스

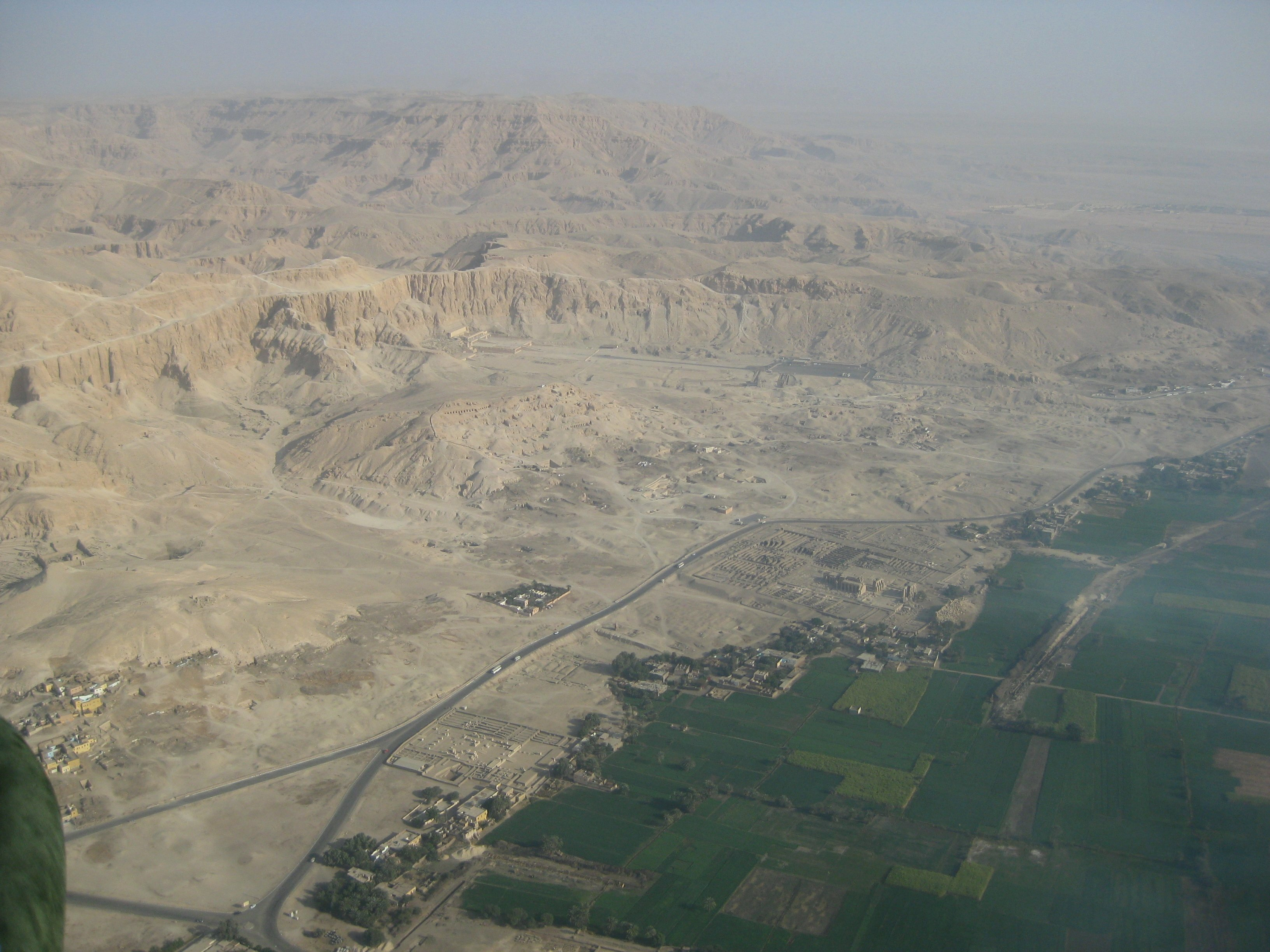
테베 네크로폴리스의 전경

테베 네크로폴리스(영어: Theban Necropolis)는 상이집트의 고대 도시 테베 (현 룩소르)의 나일강 건너 맞은편에 있는 공동묘지이다. 파라오 왕조 시기, 특히 신왕국 시대에 매장 의식이 치러진 곳이기도 하다.

## 장제전
- 데르 엘 바하리
  - 하트셉수트의 장제전
  - 멘투호텝 2세의 장제전
  - 투트모세 3세의 장제전
- 메디네트 하부
  - 람세스 3세의 장제전과 궁전
  - 아이와 호렘헤브의 장제전
- 아멘호테프 3세의 장제전
  - 멤논의 거상
- 메르넵타의 장제전
- 람세스 4세의 장제전
- 투트모세 4세의 장제전
- 투트모세 3세의 장제전
- 토스레트의 장제전
- 네브웨네네프의 사원
- 쿠르나
  - 세티 1세의 장제전
- 아멘호테프 2세의 장제전
- 라메세움 (람세스 2세의 장제전)

## 왕가 무덤
- 왕가의 계곡
- 여왕의 계곡
- 왕가의 은신처
- 바브 엘 가수스

## 일반 무덤
- 데르 엘 메디나
  - 노동자의 무덤
  - 메렛세게르와 프타의 성지
- 귀족의 무덤
  - 엘 아사시프
  - 엘 호하
  - 엘 타리프
  - 드라 아부 엘 나가
  - 쿠르네트 무라이
  - 세이흐 아브드 엘 쿠르나

## 같이 보기
- 테베
- 테베의 무덤 목록